# Nazionale maschile di baseball della Croazia
La nazionale maschile di baseball croata rappresenta la Croazia nelle competizioni internazionali, come i campionati europei di baseball o il campionato mondiale di baseball organizzato dalla International Baseball Federation. La squadra non ha mai preso parte ai Giochi Olimpici, alla coppa intercontinentale né al World Baseball Classic, tuttavia vanta una partecipazione al Mondiale e sei partecipazioni agli Europei pur non avendo mai ottenuto risultati di rilievo.

## Piazzamenti

### Mondiali
- 2009 : 18°

### Europei
- 1999 : 11°
- 2001 : 8°
- 2003 : 10°
- 2005 : 12°
- 2007 : 8°
- 2010 : 11°
- 2012 : 10°
- 2014 : 12°
- 2016 : 9°